# 斯皮什新村

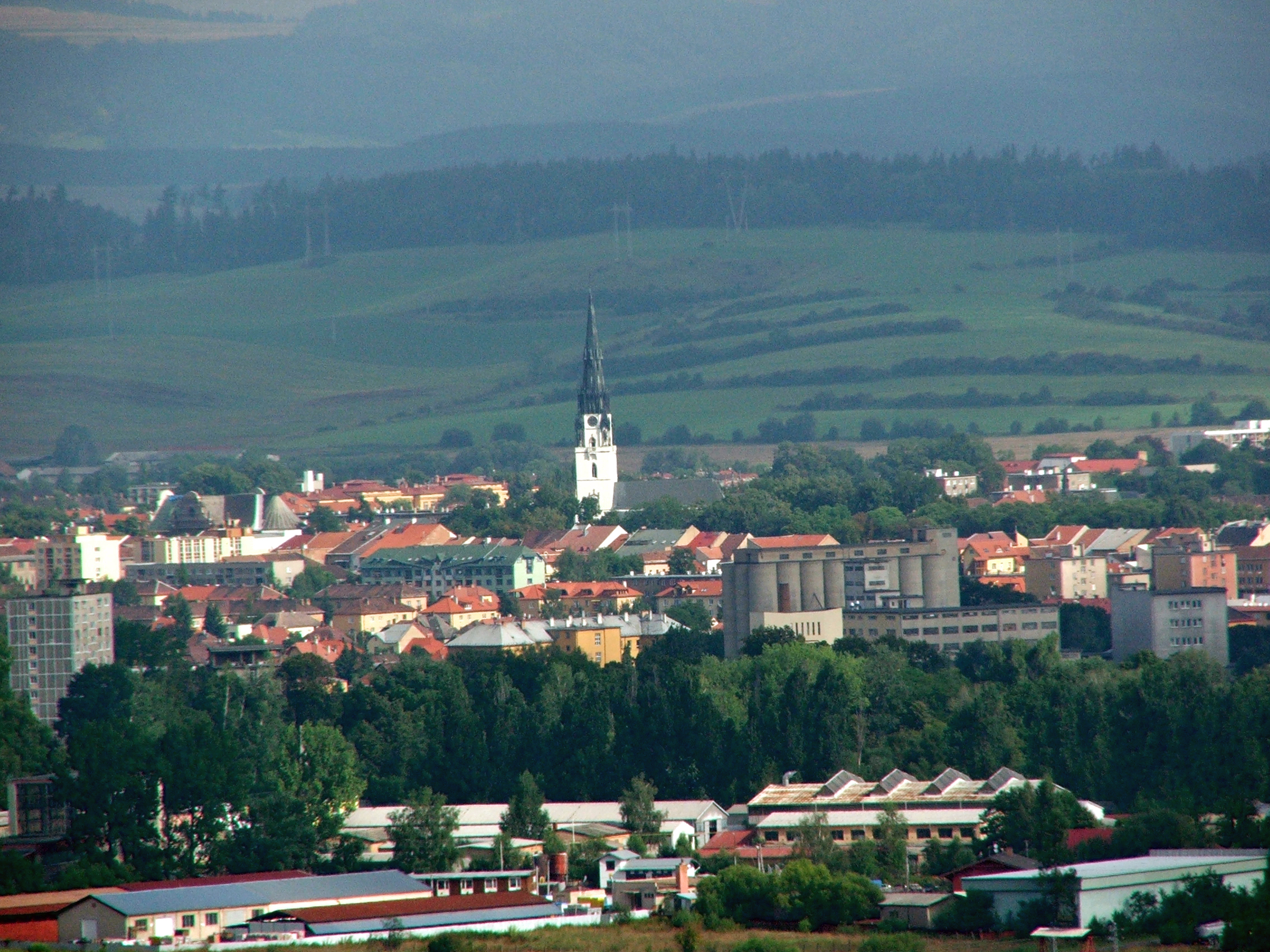

斯皮什新村（發音：[spiʃskaː nɔvaː ves] ⓘ）是斯洛伐克科希策州的城鎮，位於該國東部，面積66.67平方公里，海拔高度430米，該地區自新石器時代有人類居住，2006年人口38,357。當地於1268年首次被文獻提及。

## 友好城市
- 法國 莱格勒

## 外部連結
- New official website （页面存档备份，存于）